# 布勞內克山
47°39′54″N 11°31′34″E / 47.66500°N 11.52611°E

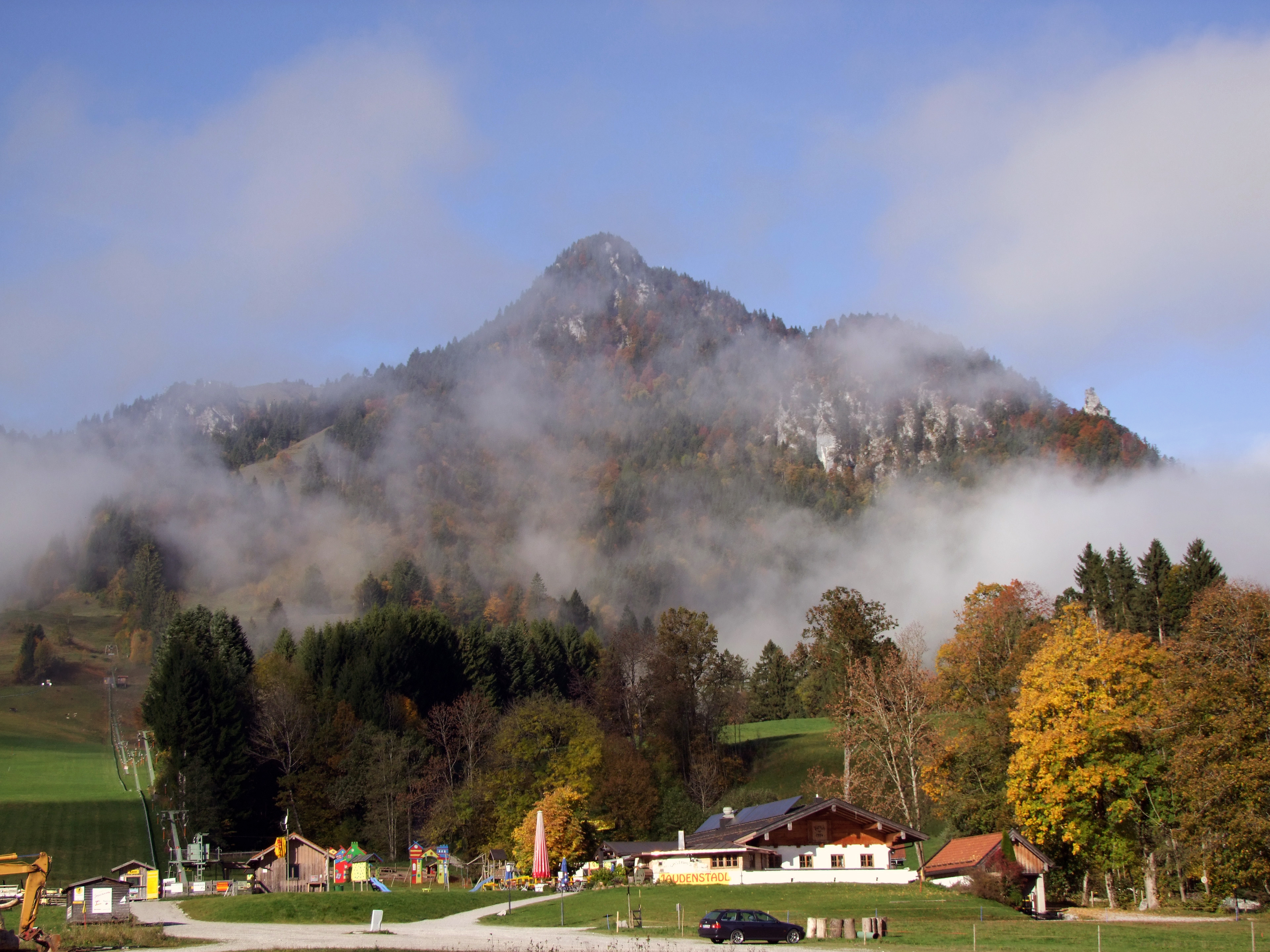

布勞內克山（德語：Brauneck），是德國的山峰，位於該國東南部，由巴伐利亞負責管轄，屬於巴伐利亞前阿爾卑斯山脈的一部分，海拔高度1,555米，每年平均降雨量1,764毫米。